# Нагой, Иван Григорьевич
Иван Григорьевич Нагой — государственный и военный деятель, воевода, основатель Уфимского кремля, родственник царицы Марии Фёдоровны Нагой. Младший из двух сыновей Григория Ивановича Нагово-Щёголя.

## Биография
Впервые упомянут, как сын боярский, числился на службе по Переславлю-Залесскому, вместе с отцом служил и он «Иванец Григорьев Нагой» (1550). Участвовал в царском походе на Лифляндию (1577), ходил на Литву (1581). Упомянут в чине свадьбы царя Ивана Грозного и Марии Фёдоровны Нагой (1581). По смерти царя (1584) и отправки царицы с родственниками в Углич, опала его не коснулась и он в дальнейшем служил: 1-й воевода в Кузьмодемьянском остроге (1586), в Новом царёвом городе на Санчюре озере (сов. посёлок городского типа Санчурчк) (1587), отправлен в «почётную» ссылку в Сибирь на воеводство во вновь построенный на реке Тара городок Злов (1589), строил ещё один городок в устье реки Лозьва. Переведён на воеводство в Берёзов (1594), 2-й воевода в Тюмени (1595—1596), в Верхотурье (1600). Самовольно бросил опостылевшую ему службу в глуши и бежал в Москву. В Казани был схвачен, но вскоре отпущен с государевой службы на жительство в своё поместье (вотчина), село Макарово недалеко от Коломны.
Оставил сына Никифора и дочь Глафиру.
Является основателем Уфимского кремля, от которого и пошёл город Уфа. По приказу Ивана IV был отправлен с отрядом стрельцов для сооружения острога.
30 мая 1574 года (по юлианскому календарю), в Троицын день, в устье рек Сутолоки и Ногайки высадился отряд московских стрельцов. Здесь же на берегу было возведено первое городское здание Уфы — небольшая обыденная церковь (срубленная в один день — «об един день»), названная в честь праздника Троицы. В храме были устроены приделы во имя Божьей Матери и Святого Николая Чудотворца. Церковь отмечена на картах Уфы вплоть до конца XIX века. До наших дней не сохранилась. Троицкая церковь стояла на берегу реки Белой, рядом с устьем Троицкого ручья. Впоследствии в честь Троицы были названы Троицкий овраг, откуда бил ручей, и Троицкий холм.
Уже в 1574 году на Троицком холме, отрядом стрельцов во главе с воеводой Иваном Нагим был возведён Уфимский кремль. На Троицком холме было также расположено первое каменное здании Уфы — Троицкая церковь (Смоленский собор), построенная в 1579 году, а также Троицкая площадь, вокруг которых была позже сооружена в 1586 году Уфимская крепость уже другим воеводой — Михаилом Александровичем Нагим.